# Ram Das

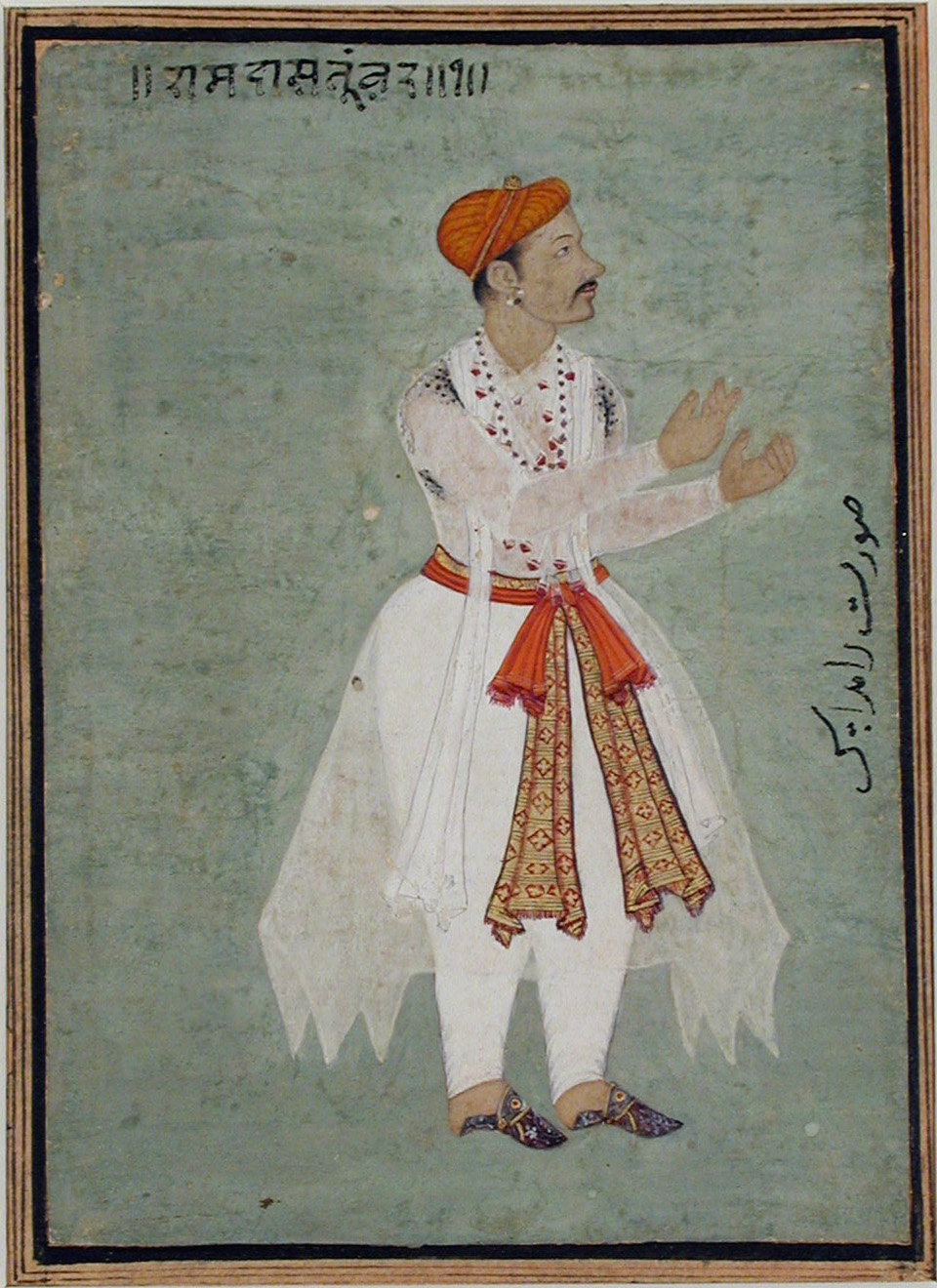
Um 1595 entstandenes Porträt des Ram Das, San Diego Museum of Art

Ram Das (Panjabi ਰਾਮਦਾਸ; * 24. September 1534 in Lahore; † 1.September 1581) wurde als Bhai Jetha geboren und 1574 zum vierten der 10 Guru der Sikhs ernannt.

## Leben
Ram Das gilt als ein Beispiel für Mitgefühl und selbstloses Dienen. Außerdem komponierte er Verse, die fortan für die Heiratszeremonie Anand Karaj verwendet wurden. Diese wurden von Guru Amar Das in den Adi Granth aufgenommen und stehen in der heutigen Fassung des Guru Granth Sahib auf den Seiten 773 und 774. 1577 erstand er Land von Großmogul Akbar I. und gründete mit seiner Gefolgschaft die Stadt Ramdaspur (auch Chak Guru genannt), das heutige Amritsar.
Ram Das hatte drei Söhne – Prithi Chand, Mahadev und Arjan. Arjan schien ihm für die Nachfolge als Guru am geeignetsten. So wurde Arjan Dev; (* 15. April 1563, † 30. Mai 1606), 1581 der fünfte Guru der Sikhs.